# Sobrescobiu
Sobrescobiu (Tiếng Tây Ban Nha: Sobrescobio) là một đô thị trong cộng đồng tự trị của Công quốc Asturias, Tây Ban Nha.

## Nhân khẩu
Bản mẫu:Nhân khẩu 5col